# Saint-Illide

Saint-Illide este o comună în departamentul Cantal, Franța. În 1 ianuarie 2022 avea o populație de 649 de locuitori.